# HIT-SAT
HIT-SAT（ヒットサット、HITSat-OSCAR 59(HO-59)）は、2006年9月23日に鹿児島県内之浦宇宙空間観測所から打ち上げられた、民間のアマチュア衛星（人工衛星）である。太陽観測衛星「ひので」(SOLAR-B)のサブペイロード（ピギーバック衛星）として地球周回軌道上への射出に成功した。この衛星に搭載している部品は宇宙用部品ではなく民生部品を使用しており、宇宙環境の軌道上で使用に耐えうることが確認できた。
2008年6月18日午後6時頃にインド上空で大気圏に再突入した。再突入の際に燃え尽きたとみられている。

## 衛星の概要
- 開発・運用機関：北海道キューブサット開発チーム（北海道内の衛星開発に興味のある大学関係者及び一般の技術者の集団）
- 追跡管制運用：北海道キューブサット開発アマチュア無線クラブ（北海道工業大学内アマチュア無線社団局、JR8YJS）
- 形状：一辺12cmの立方体(Cubesat type)。衛星構体：ロール 6.0 ｘ10-3 kg・m2、ピッチ 6.6 ｘ10-3 kg・m2、ヨー 6.1 ｘ10-3 kg・m2）
- 質量：2.7kg
- 打ち上げ機関：宇宙航空研究開発機構(JAXA)
- ロケット：M-Vロケット7号機（M-Vシリーズの最終機）
- 打ち上げ履歴：同日15時36分(JST)に同衛星からの電波（モールス符号）が同大学の地上局にて受信され、衛星軌道に乗ったことが確認された。
- 呼び出し符号：アマチュア衛星局JR8YJTとして総務省総合通信局から無線局免許状交付（2006年8月11日）。運用開始。
- 通信系諸元：アップリンク回線は145MHz帯。CWテレメトリダウンリンク 437.275MHz 100mW、FMパケットダウンリンクは437.425MHz。コマンド送信はDTMFによる。ミッションデータ送出はFM Packet(AFSK) 1,200bps。モノポールアンテナ（英語版）。
- 電源系諸元：太陽電池パネル（単結晶、衛星の6 面と傾斜面の7面に配置）の発電量は、軌道上にて平均1.91W、最大値3.36W、最小値0.92W。搭載電池は、一次電池（リチウムイオン一次電池、ヒューズ内蔵タイプ）26.5Whと二次電池（リチウムイオンポリマー二次電池、ラジコン用電池）6.7Wh。充電方式はトリクル充電を採用。電源系制御用CPUとしてH8/3048F。供給電圧は、デジタル機器5V、アナログ回路の各センサ5.5V（三端子レギュレータを使い、5.0Vに落とし電源ノイズを軽減し精度を高める）の2種類。
- データ処理系(DH)諸元：スマートメディア（初期姿勢捕捉時の各センサデータおよび定常運用時の温度センサ履歴などの保存、テレメトリ情報の確保、通信系による地上局への送信及び地上局からのコマンド受け取り、各サブシステムへのコマンド送信を行う）。H8/3048Fは電源系、姿勢制御系の管理制御。
- 姿勢制御系コンポーネント諸元：磁気トルク発生用コイル（磁気トルカ）（磁気モーメント：0.15Am2、時定数：5ms、X,Y,Z の 3軸、パルス幅変調(PWM)による 20段階の出力制御）、磁気センサ（レンジ：±2gauss、分解能：40μ gauss、X,Y,Z の3軸、Honeywell社・HMC2003）、太陽センサ（視野角：スピン軸直交方向：±45度、スピン軸周り：12度、浜松ホトニクスPSD・S3932）、ジャイロ（レンジ：±200deg/s、スケールファクタ：10mV/(deg/s)、静止ノイズ：1mV、シリコンセンシングシステムズジャパン・CRS03-04）
- 運用内容：(1)太陽指向制御実験、(2)熱設計の軌道上での評価、(3)衛星分離機構の機能確認、(4)衛星通信の基礎データ取得、(5)電源系の充放電サイクルに伴う軌道上での劣化評価。また一般のアマチュア無線家がDTMF信号の組み合わせで自局のコールサインをアップリンクすることにより、CWでコールサインを返信する機能を搭載し、アマチュア無線家の自己訓練・技術的な研究に供する。
- 経緯：
  - 2006年12月31日から短い「食」の期間が発生し、日ごとに食の時間が長くなっており、電力収支が合わずCWを断続して送信している状況。
  - 2007年1月23日以降夕方のパスでFMの運用が出来なくなり、同年2月5日以降は朝・夕パス共にFM運用が出来ない状態。 同朝パスではCWテレメトリ信号によりRTC（内部時刻情報）がクリアされていることが判明。2月15日以降CWを断続的に送信している状況。同年3月1日・7日の朝パスで、CWテレメトリ信号によりRTC情報および温度・電源情報を取得。高度は徐々に下がっており、その時点での高度は、遠地点594kmで近地点276km。

CWテレメトリ情報
- HIT-SATは、衛星のテレメトリデータをCWモールス符号により送信する。
- HIT-SATは、HIT1からHIT5のテレメトリデータをそれぞれ40秒間隔毎にCWテレメトリ信号を送信する。
  - HIT1 自局呼出符号(JR8YJT)
  - HIT2 絶対時刻情報（x月、x日、x時、x秒）
  - HIT3 各温度情報（(1)+X面・(2)-X面、(3)＋Y面・(4)-Y面、(5)＋Z面・(6)-Z面、(7)無線機温度、(8)バッテリ温度）
  - HIT4 電源情報（1次電池の残量、2次電池の残量）
  - HIT5 アマチュア無線サービス（TNX Callsign1、TNX CallSign2）

## スタッフ
- 佐鳥新助教授(打ち上げ当時)
- 三橋龍一助教授（北海道工業大学）
- 石村康生助手
- 戸谷剛助手（北海道大学）、及び学生。
- 植松電機、アイドマ、エイティーエフ、ビーユージーなど道内企業のエンジニアがボランティア参加。